# تشارلز باول
تشارلز باول (بالفرنسية: Charles Edwin Powell)‏ (و. 1963 – م) هو ممثل، من الولايات المتحدة الأمريكية، ولد في هيوستن، تكساس.

## وصلات خارجية
- تشارلز باول على موقع IMDb (الإنجليزية)
- تشارلز باول على موقع ألو سيني (الفرنسية)
- تشارلز باول على موقع أول موفي (الإنجليزية)
- تشارلز باول على موقع قاعدة بيانات الأفلام السويدية (السويدية)
- تشارلز باول على موقع قاعدة بيانات الفيلم (الإنجليزية)
- تشارلز باول على موقع كينوبويسك (الروسية)